# So. Central Rain (I'm Sorry)
«So. Central Rain (I'm Sorry)» és el tercer senzill de la banda estatunidenca de rock alternatiu R.E.M., el primer del segon àlbum d'estudi de la banda, Reckoning. Es va publicar el 15 de maig de 1984 dins el segell I.R.S. Records.

## Producció
R.E.M. va realitzar la seva primera actuació en un canal de televisió estatunidenca per interpretar la cançó quan encara no tenia títol oficial, concretament al programa Late Night with David Letterman de la NBC, el 6 d'octubre de 1984.
Van realitzar un videoclip dirigit per Howard Libov i filmat al Reflection Studio de Charlotte (Estats Units) durant les sessions d'enregistrament de l'àlbum Reckoning, que es va estrenar al juny de 1984.
Va ser el segon senzill de la banda en entrar a la llista estatunidenca de senzills, arribant a la 85ena posició de la llista.

## Llista de cançons
Totes les cançons foren escrites i compostes per Bill Berry, Peter Buck, Mike Mills, i Michael Stipe. 
| 1.            | «So. Central Rain (I'm Sorry)»        |               | 3:16 |
| 2.            | «Walter's Theme» / «King of the Road» | Roger Miller  | 4:44 |
| Durada total: | Durada total:                         | Durada total: | 8:00 |

| 1.            | «So. Central Rain (I'm Sorry)» |               | 3:16  |
| 2.            | «Voice of Harold»              |               | 4:25  |
| 3.            | «Pale Blue Eyes»               | Lou Reed      | 2:54  |
| Durada total: | Durada total:                  | Durada total: | 10:35 |

Notes:
- A l'interior de la portada de l'àlbum hi apareixia el títol complet de la cançó, «Southern Central Rain (I'm Sorry)».